# Od
 Ovo je glavno značenje pojma Od. Za druga značenja pogledajte Od (razdvojba).
Od (staronordijski Óðr) je suprug nordijske božice Freyje s kojom ima kćer Hnoss. Od je običavao odlaziti na duge putove, a Freyja je za njim lila suze od crvena zlata. Ne zna se da li je bog ili čovjek.
Nema puno podataka o njemu. Pretpostavlja se i da je Od zapravo Odin, a da mu je Freyja druga žena. A postoji i mišljenja da je Freyja zapravo drugo ime za Frigg, jer ona postoji samo u predaji sjevernih Germana. Tako bi par Od i Freyja bili zapravo Odin i Frigg. Kakogod, zasad se samo nagađa, a dok se ne pojave neki čvršći dokazi, Od se smatra Freyjinim suprugom, a ona se ne poistovjećuje s Frigg.